# 大塚俊郎
大塚 俊郎（おおつか としろう、1941年（昭和16年）1月1日 - ）は、日本の地方公務員。新銀行東京取締役会長。元東京都副知事。

## 概要
栃木県出身。1968年、早稲田大学政治経済学部を卒業し、東京都庁に入庁。東京都主税局長を経て、2001年7月に東京都出納長に就任。石原慎太郎東京都知事の下で、石原知事の発案による、当時公的資金の注入や実質的な免税措置で強い批判を受けていた都市銀行に対する外形標準課税の導入を推進した。2004年7月、東京都副知事（序列第3位）に就任。2005年、副知事を一旦辞職し、改めて再任された（序列第2位）。2007年5月、石原知事の3選後に辞職。都庁を退職後、非常勤の新銀行東京取締役会長に就任。
趣味は映画鑑賞。また翻訳物の小説を好む。犬、猫を飼っている。

## 経歴
- 1984年12月 - 主税局副主幹（連絡調整担当）
- 1987年6月 - 総務局災害対策部応急対策課長
- 1989年4月 - 総務局人事部調査課長（統括課長）
- 1991年4月 - 総務局監察員
- 1992年7月 - 総務局情報システム担当部長
- 1993年7月 - 衛生局病院事業部長（現病院経営本部）
- 1995年6月 - 主税局総務部長
- 1997年7月 - 主税局次長
- 1998年7月 - 主税局長
- 2001年7月 - 出納長
- 2004年7月 - 副知事（序列第3位）
- 2005年7月 - 副知事（一旦辞職後再任、現職、序列は現在第2位）
- 2007年5月 - 辞職
- 2008年11月 - 新銀行東京取締役